# وب آو نالج
وب آو نالج (به انگلیسی: Web of Knowledge) – که پیشتر به عنوان ISI Web of Knowledge شناخته می‌شده‌است – یک نمایه استنادی دانشگاهی و خدمات جستجو، است که با لینک‌های وب ترکیب شده و توسط تامسون رویترز ارائه شده‌است. وب آو نالج حوزه‌های علوم، علوم اجتماعی، هنر و علوم انسانی را پوشش می‌دهد. همچنین محتوای کتابشناختی و ابزارهایی برای دسترسی، تجزیه و تحلیل، و مدیریت اطلاعات پژوهشی را فراهم می‌کند. و حتی در این پایگاه داده‌های متعدد را می‌توان به‌طور هم‌زمان جستجو کرد.

## در طول نمایش
وب آو نالج به عنوان یک ابزار تحقیقاتی تعریف شده‌است که کاربر برای به دست آوردن، تجزیه و تحلیل، و اشاعه اطلاعات مربوط به پایگاه داده را در روش بهنگام، از آن بهره می‌گیرد. دلیل این است که در آن، ایجاد یک واژگان مشترک برای جستجو عبارات متنوع و داده‌های متنوع انجام شده‌است.

## جستجو و تجزیه و تحلیل
وب آو نالج، امکان جستجوهای مختلف و توانایی آنالیز و تجزیه و تحلیل را به ما می‌دهد. به همین منظور در ابتدا، نمایه استنادی بکارگرفته شده‌است که به وسیلهٔ توانایی از جستجو برای منابع درعرض نظم و ترتیب در آن افزوده شده‌است.
همچنین در آن می‌توان نفوذ، تأثیر، تاریخ، و روش یک ایده را از اولین عنوان مثال، نکته، یا ارجاع آن به روز در حال حاضر دنبال کرد.
دوم، الگوهای مربوط به ادبیات یا پژوهش مورد علاقه آشکار می‌شوند. سوم، روند می‌تواند به صورت گرافیکی نمایش داده شده‌است.